# Davis Kamoga
Davis Kamoga (ur. 17 lipca 1968) – ugandyjski lekkoatleta, sprinter. Medalista olimpijski z 1996 roku oraz olimpijczyk z 2000 roku.

## Osiągnięcia
- brązowy medal igrzysk olimpijskich (bieg na 400 m Atlanta 1996)
- srebro podczas Mistrzostw Świata (bieg na 400 m Ateny 1997)

## Rekordy życiowe
- bieg na 400 metrów – 44,37 (1997) rekord Ugandy